# Альсідес Арґедас
Альсі́дес Арґе́дас (ісп. Alcides Arguedas; 15 липня 1879, Ла-Пас, Болівія — 6 травня 1946, Чулумані, Болівія) — болівійський письменник, історик і політичний діяч. Його головний літературний твір «Загальна історія Болівії», у якому розглядаються питання, пов'язані з національною ідентичностю, відмінністю корінних народів Америки, справив глибокий вплив на болівійську громадську думки першої половини XX століття. Його роман «Бронзова раса» вважається одним з найкращих романів Болівії XX століття та передвісником такого явища, як індіанізм.

## Біографія
Аргедас навчався на правовому і політологічному факультетах у «Старшому університеті святого Андреса», який він закінчив в 1904 році отримавши освіту дипломата і політолога.
Він був другим секретарем в дипломатиній болівійській місії в Парижі у 1910 році, де познайомився з відомими письменниками Рубеном Даріо і Франсіско Ґарсія Кальдероном. Аьсідес почав писати у «Американському журналі». Його ессе «Хворе місто» опинилось в центрі його суперечки з поетом політиком Франсом Тамайо.
В 1944 році письменник поїхав до Буенос-Айресу, де захворів, в Болівію він повернувся 1946 року, де й помер, будучи дуже хворим.

## Творчість

### Романи
- «Піса́гуа», (1903);
- «Вуа́та-вуа́ра», (1904);
- «Креольське життя», (1912);
- «Бронзова раса», (1919).

### Ессеї
- «Хворе місто», (1909);
- «В лице реальності», (збірка еесеїв);
- «Танець тіней» (спогади), (1934).

### Історія
- «Створення республіки», (1920);
- «Загальна історія Болівії», (1922);
- «Диктатура і анархія», (1926);
- «Словесні головнокомандуючі», (1923);
- «Варварські головнокомандучі» (1929).

1935 року Арґедаса нагороджено Римською премією в Італії за «Танець тіней».